# 近衛秀健
近衛 秀健（このえ ひでたけ、旧字体：近󠄁衞 秀健󠄁、1931年2月4日 - 2003年3月31日）は、日本の作曲家、指揮者。

## 人物・来歴
近衛秀麿の次男（非嫡出子）として、母坪井文子の実家がある兵庫県神戸市に生まれ、1935年10月20日に秀麿から認知される。父の末弟の水谷川忠麿男爵の養子となるも、1939年2月25日に水谷川家の籍を離れて男爵常磐井堯猷（近衛忠房の三男）の家に預けられ、最終的に近衛家へ戻った。
1936年、学習院初等科に入学するも、戦争による疎開で学校を転々と移る。敗戦後、東京に戻り、学習院中等科に復学した。1947年、東宝交響楽団（現・東京交響楽団）に入団する。打楽器と団の編曲を担当した。
1959年に渡欧し、西ドイツのマンハイム市立音楽院に入学、作曲と指揮を専攻した。1962年、イタリアのキジ音楽院に入学し、指揮・作曲・映画音楽を専攻する。1965年、日本に帰国し1967年から1972年まで財団法人近衛音楽研究所理事、1972年から近衛音楽研究所理事長を務めた。
のちに宮内庁式部職技術指導員、獨協大学講師、高崎芸術短期大学講師などを歴任。獨協大学管弦楽団の常任指揮者を晩年まで務めた。1993年6月9日の皇太子徳仁親王と小和田雅子の結婚の儀では、パレード出発時に宮内庁楽部の演奏を指揮した。
2003年に急性大動脈乖離で逝去。72歳没。

## 家族・親族
- 長男：一（1962年2月24日[8]-）バスーン奏者・近衛音楽研究所理事長を務めている、一男一女（双子）あり[9]。
  - 長男：剛大（1997年 - ）アムステルダム在住のヴィオラ奏者で、ミュンヘン国際音楽コンクールでヴィオラ部門第3位。
  - 長女：麻由（1997年 - ）ヴィオラ奏者。
- 長女：文子（1963年 - ）翻訳者、NHK国際部勤務
- 次男：大（1967年1月21日[8]-）弁護士

実弟の水谷川忠俊は作曲家で、姪の水谷川陽子はヴァイオリニスト、同じく姪の水谷川優子はチェリストという音楽一家であった。

## 系譜

### 近衞家
近衞家は、藤原忠通の子である近衞基実を始祖とし、五摂家の一つであった。

### 皇室との関係
後陽成天皇の男系十三世子孫である。後陽成天皇の第四皇子で近衛家を継いだ近衛信尋の男系後裔。

詳細は皇別摂家#系図も参照のこと。

## 作品

### 管弦楽曲
- トランペットと管弦楽のための狂詩的協奏曲(Concerto rapsodico per tromba ed orchestra)（トランペットと2管編成のための。1980年11月14日初演）
- 交声曲「善言讃詞」（混声合唱と3管編成のための。1981年11月12日初演）
- 管弦楽のための行進曲（3管編成のための。1981年11月12日初演）
- 主題と変奏（フルート・オーケストラのための。1985年1月5日初演）
- 彗星幻想(Comet fantasy)（シンセサイザーと2管編成のための。1985年4月、シドニー・オペラハウスでオーストラリアABC交響楽団により初演）
- オーストラリア序曲(An Australian overture)（2管編成のための。1985年4月初演）
- プレジデントを讃える(Hommage à president)（2管編成のための。1985年4月初演）
- 組曲「順序の道」（合唱、雅楽合奏と4管編成のための。1986年11月24日初演）
- 祝典後奏曲(Gaudeamus postludium)（2管編成のための。1989年11月12日、獨協管弦楽団により初演）
- パーカッショナータ第1番(Percussionata 1989)（40のパーカッション奏者のための。1989年11月12日初演）
- 交響曲「昭和」(Shôwa in memorium)（2管編成のための。1990年2月25日、テレビ東京で東京交響楽団により初演）
- 「アンドロメダ・ファンタジア」（1991年9月22日、デイヴィッド・ヘルフゴットにより初演）
- 行進曲集「平成の四季」（「平成の春」、「平成の夏」、「平成の秋」、「平成の冬」の4曲からなる。「秋」は1991年、明仁天皇即位の礼の祝賀御列のために作曲されたが、「秋」が物悲しさを連想させるとして行進曲「平成」と改題されていた。）
- 四季〜その光芒（1993年9月19日、ちば文化祭の委嘱により初演）
- Ad Infinituum
- サキソフォン協奏曲
- パーカッショナータ第2番
- 宴の朝
- 宴の宵
- 弦楽合奏のための「青海波」

### 吹奏楽曲
- 石川県の歴史
- チビッ子バンドマンの休日
- 深川
- 元加賀讃歌
- 江戸の日本橋
- ひびき
- 街の夜想
- 日本の旅情
- 水彩都市こうとう2001年
- 深川おまつり序楽（合唱と吹奏楽）

### 室内楽曲
- 木管五重奏曲「03」
- 木管五重奏曲「Divertimento」
- 木管五重奏曲「かぐや姫と求婚者」
- 木管五重奏曲「四条河原町」
- 木管五重奏曲「竹木虫魚」
- 金管五重奏曲「序・破・急」
- 金管五重奏曲「国史素描」
- 金管五重奏曲「えはがき」
- バロック五重奏曲「洛陽の伽藍」
- 木管三重奏曲「十日」
- サキソフォン四重奏のための「日本抒情組曲」
- サキソフォン四重奏のための「日本の虫」
- トロンボーン・ソナタ「各駅停車」
- フルート・ソナタ
- 無伴奏フルートのための「き」
- 無伴奏フルート・ソナタ
- 無伴奏フルート・ソナチネ
- オーボエのための「エッセイ」
- クラリネットのための「モノグラフ」
- ファゴットのための「テノグラフ」
- ファゴットのための「夜想」
- 弦楽四重奏曲
- ヴィオラ独奏とピアノのためのロマンス（皇太子徳仁親王と小和田雅子の結婚の儀を祝して）
- フルートとアルト・フルートのための源氏物語「若紫」
- 2本のフルートとチェロのための三重奏曲「つるむらさき」
- 大正琴合奏ソナタ「集い」

### 歌曲・合唱曲
- 歌曲「Tre liriche da salvatore Quasimodo」
- 合唱曲「プロムナード・ザ・パズル」
- 合唱曲「邪馬台国の表玄関」
- 合唱組曲「小名木川」